# Tibor Kövesi
Tibor Kövesi (* 1933) je bývalý slovenský fotbalový trenér. Působil také jako fotbalový funkcionář.

## Trenérská kariéra
V československé lize trénoval v sezóně 1979–1980 Duklu Banská Bystrica.